# Signochrysa jocaste
Signochrysa jocaste is een insect uit de familie van de gaasvliegen (Chrysopidae), die tot de orde netvleugeligen (Neuroptera) behoort. 
Signochrysa jocaste is voor het eerst wetenschappelijk beschreven door Banks in 1940.